# Nurlanbek Kadykeev
Nurlanbek Kadykeevitch Kadykeev (en kirghize : Нурланбек Кадыкеевич Кадыкеев, né le 21 janvier 1970 à Kotchkor en République socialiste soviétique kirghize en URSS et mort le 12 juin 2018 à Istanbul en Turquie) est un homme politique kirghiz.

## Biographie
Diplômé du Collège de Finance et d'Économie en 1990, Nurlanbek Kadykeev étudie par la suite à l'université nationale d'État du Kirghizistan en 1999 puis de l'université de droit du gouvernement de l'état kirghiz en 2007 avec une spécialisation en finance et crédit. Il travaille dans différentes organisations gouvernementales dont le ministère des Finances. Pour les élections du 4 octobre 2015, il est le 11e sur la liste électorale du parti du Kirghizistan et est élu. Lors de la rentrée parlementaire du 28 octobre 2015, il est élu pour siéger au comité chargé de la politique fiscale du pays.
Dans la soirée du 12 juin 2018, Nurlanbek Kadykeev meurt dans une clinique d'Istanbul où il subissait une opération pour des problèmes de santé qu'il traînait depuis plus d'un an, entre autres liés au niveau de sucre dans le sang. Il avait été traité pour ses problèmes de santé auparavant en Turquie et au Kirghizistan. Selon les rapports préliminaires, il serait mort d'une crise cardiaque.

### Vie privée
Kadykeev est marié et a deux enfants.